# Katalonien-Rundfahrt 2025
Die Katalonien-Rundfahrt 2025 war die 104. Austragung des spanischen Etappenrennens. Das Radrennen fand vom 24. bis zum 30. März im Rahmen von sieben Etappen statt und ist Teil der UCI WorldTour 2025. Das Frauenrennen wird vom 6. bis 8. Juni ausgetragen.
Den Gesamtsieg sicherte sich der Slowene Primož Roglič (Red Bull-Bora-hansgrohe), der das Führungstrikot am letzten Etappentag von dem 22-jährigen Spanier Juan Ayuso (UAE Team Emirates-XRG) übernahm. Schlussendlich setzte er sich mit einem Vorsprung von 28 Sekunden durch und gewann zudem die Punkte- und Bergwertung. Der Dritte Rang ging an  Enric Mas (Movistar Team) mit einem Rückstand von 53 Sekunden. Juan Ayuso gewann die Nachwuchswertung, während das Team Visma-Lease a Bike die Mannschaftswertung für sich entschied.

## Streckenführung
Insgesamt mussten die Fahrer auf den sieben Etappen 1095,1 Kilometer zurücklegen. Es standen vier hüglige und drei Bergetappen auf dem Programm, die alle mit einer Bergankunft zu Ende gehen sollten. Die Rundfahrt begann in Sant Feliu de Guíxols in der Provinz Girona, ehe der zweite Abschnitt im Nordosten von Katalonien zwischen Banyoles und Figueres ausgetragen wurde. Am dritten Tag ging es in die Pyrenäen, wo eine Bergankunft in La Molina (1690 m) auf dem Programm steht. Zuvor wurde mit dem Coll de la Creueta (1920 m) der höchste Punkt der Rundfahrt passiert. Tags drauf fand die zweite Bergankunft im Hinterland von Barcelona beim Kloster Montserrat auf einer Höhe von 700 Metern statt. Die fünfte Etappe führte großteils flach im Südwesten Kataloniens von Paüls nach Amposta, bevor es am nachfolgenden Abschnitt durch die Ausläufer der Pyrenäen ging. Das Teilstück, das ursprünglich mit einer Bergankunft beim Santuari de Queralt (1150 m) enden hätte sollen, wurde jedoch stark verkürzt und in Berga beendet. Am letzten Tag fand der traditionelle Abschluss des Etappenrennens auf einem Rundkurs um den Montjuïc statt.
| Etappe         | Datum             | Strecke                                       | Typ                 | km     |
| -------------- | ----------------- | --------------------------------------------- | ------------------- | ------ |
| 1              | Mo, 24. März 2025 | Sant Feliu de Guíxols – Sant Feliu de Guíxols | Mittelgebirgsetappe | 178,3  |
| 2              | Di, 25. März 2025 | Banyoles – Figueres                           | Mittelgebirgsetappe | 177,3  |
| 3              | Mi, 26. März 2025 | Viladecans – La Molina                        | Hochgebirgsetappe   | 218,6  |
| 4              | Do, 27. März 2025 | Sant Vicenç de Castellet – Montserrat         | Hochgebirgsetappe   | 188,7  |
| 5              | Fr, 28. März 2025 | Paüls – Amposta                               | Mittelgebirgsetappe | 172    |
| 6              | Sa, 29. März 2025 | Berga – Berga                                 | Hochgebirgsetappe   | 72     |
| 7              | So, 30. März 2025 | Barcelona – Barcelona                         | Mittelgebirgsetappe | 88,2   |
| Gesamtdistanz: | Gesamtdistanz:    | Gesamtdistanz:                                | Gesamtdistanz:      | 1095,1 |

## Reglement
Im Rahmen der 104. Auflage wurden Trikots für die Gesamtwertung (weiß/grün), Punktewertung (weiß/blau), Bergwertung (weiß/rot) und Nachwuchswertung (weiß/orange) vergeben. Zusätzlich gab es eine Teamwertung und ein Trikot für den besten katalanischen Fahrer (schwarz). Nach jeder Etappe wurde der aktivste Fahrer von einer Jury bestimmt. Dieser trägt am anschließenden Etappentag eine grüne Rückennummer.
Für die Teamwertung wurden die Zeiten der drei besten Fahrer pro Etappe zusammengezählt. Während den Etappen gab es die Möglichkeit, Zeitbonifikationen zu gewinnen, um sich in der Gesamtwertung zu verbessern. Die Vergabe der Sekunden sowie der Punkte für die Punkte- und Bergwertung wird in der folgenden Tabelle erklärt:
|                 |                      | 1. | 2. | 3. | 4. | 5. | 6. | Platz    |
| Punktewertung   | Zielankunft          | 10 | 6  | 4  |    |    |    | Punkte   |
| Punktewertung   | Zwischensprint       | 3  | 2  | 1  |    |    |    | Punkte   |
| Bergwertung     | 'Especial' Kategorie | 26 | 20 | 16 | 14 | 12 | 10 | Punkte   |
| Bergwertung     | 1. Kategorie         | 10 | 8  | 6  | 4  | 2  | 1  | Punkte   |
| Bergwertung     | 2. Kategorie         | 5  | 3  | 2  | 1  |    |    | Punkte   |
| Bergwertung     | 3. Kategorie         | 3  | 2  | 1  |    |    |    | Punkte   |
| Bonussekununden | Zielankunft          | 10 | 6  | 4  |    |    |    | Sekunden |
| Bonussekununden | Zwischensprint       | 3  | 2  | 1  |    |    |    | Sekunden |

## Teilnehmende Mannschaften und Fahrer
Neben den 18 UCI WorldTeams gingen auch 6 UCI ProTeams bei der Rundfahrt an den Start. Für jedes Team waren sieben Fahrer startberechtigt, wobei Kamiel Bonneu (Intermarché-Wanty) das Rennen nicht in Angriff nahm.
Als Favoriten galten Primož Roglič (Red Bull-Bora-hansgrohe), Juan Ayuso, Adam Yates (beide UAE Team Emirates-XRG), Egan Bernal, Geraint Thomas (beide Ineos Grenadiers), Richard Carapaz (EF Education-EasyPost), Enric Mas (Movistar Team), Mikel Landa (Soudal Quick-Step), Simon Yates, Sepp Kuss, Wilco Kelderman (alle Team Visma-Lease a Bike), Tao Geoghegan Hart, Lennard Kämna (beide Lidl-Trek), Ben O’Connor (Team Jayco AlUa), Lenny Martinez (Bahrain Victorious), Felix Gall (Decathlon AG2R La Mondiale Team), Lennert Van Eetvelt (Lotto), Emanuel Buchmann (Cofidis), Lorenzo Fortunato (XDS Astana Team) und Matthew Riccitello (Israel-Premier Tech).
Aufgrund der profilierten Streckenführung starteten mit Kaden Groves (Alpecin-Deceuninck), Matthew Brennan (Team-Visma Lease a Bike), Ethan Hayter (Soudal Quick-Step) und Marijn van den Berg (EF Education-EasyPost), Andrea Vendrame (Decathlon AG2R La Mondiale Team), Axel Laurance (Ineos Grenadiers) Ethan Vernon und Corbin Strong (beide Israel-Premier Tech) nur wenige endschnelle Fahrer bei der 104. Austragung.
| UCI WorldTeams | UCI WorldTeams                  | UCI WorldTeams | UCI WorldTeams          | UCI WorldTeams | UCI WorldTeams          | UCI ProTeams | UCI ProTeams           |
| -------------- | ------------------------------- | -------------- | ----------------------- | -------------- | ----------------------- | ------------ | ---------------------- |
| ADC            | Alpecin-Deceuninck              | IGD            | Ineos Grenadiers        | DFP            | Team Picnic PostNL      | BBH          | Burgos-Burpellet-BH    |
| ARK            | Arkéa-B&B Hotels                | GFC            | Intermarché-Wanty       | TVL            | Team Visma-Lease a Bike | CJR          | Caja Rural-Seguros RGA |
| TBV            | Bahrain Victorious              | LTK            | Lidl-Trek               | UAD            | UAE Team Emirates-XRG   | EKP          | Equipo Kern Pharma     |
| COF            | Cofidis                         | MOV            | Movistar Team           | XAT            | XDS Astana Team         | EUS          | Euskaltel-Euskadi      |
| DAT            | Decathlon AG2R La Mondiale Team | RBH            | Red Bull-Bora-hansgrohe |                |                         | IPT          | Israel-Premier Tech    |
| EFE            | EF Education-EasyPost           | SOQ            | Soudal Quick-Step       |                |                         | LOT          | Lotto                  |
| GFC            | Groupama-FDJ                    | JAY            | Team Jayco AlUla        |                |                         |              |                        |

## Rennverlauf und Ergebnisse
Die 1. Etappe gewann der erst 19-jährige Brite Matthew Brennan (Visma-Lease a Bike) vor dem Alpecin-Deceuninck-Duo Kaden Groves und Tibor Del Grosso. Letzterer hatte sich auf der vom Regen nassen Schlussabfahrt rund zwei Kilometer vor dem Ziel vom Hauptfeld abgesetzt und wurde erst auf den letzten Metern der ansteigenden Zielgeraden von Matthew Brennan gestellt. Der den Sprint mit Kaden Groves am Hinterrad früh eröffnete und so in sehenswerter Manier seinen ersten Sieg in der UCI WorldTour feierte. 23 Fahrer erreichten das Ziel in der ersten Gruppe, wobei Simon Yates (Visma-Lease a Bike), Adam Yates (UAE Team Emirates-XRG), Ben O’Connor (Jayco AlUla) 15 Sekunden verloren. Geraint Thomas (Ineos Grenadiers) büßte bereits am ersten Etappentag mehr als zweieinhalb Minuten ein und auch Felix Gall (Decathlon AG2R La Mondiale) verlor fast drei Minuten. Zu den Verlierern des Tages zählten auch Tao Geoghegan Hart und Lennard Kämna (beide Lidl-Trek), die das Ziel in einer größeren Gruppe mit einem Rückstand von achteinhalb Minuten erreichten. Enric Mas (Movistar) und Primož Roglič (Red Bull-Bora-hansgrohe) sicherten sich unterdessen beim letzten Zwischensprint drei bzw. eine Bonussekunde.
Die 2. Etappe endete in einem Massensprint, in dem sich Ethan Vernon (Israel-Premier Tech) vor Matthew Brennan und Kaden Groves durchsetzte. Matthew Brennan verteidigte seine Gesamtführung, wobei es in der Gesamtwertung zu keinen nennenswerten Veränderungen kam. Beim dritten Zwischensprint sicherte sich jedoch mit Juan Ayuso (UAE Team Emirates-XRG) einer der Favoriten auf den Rundfahrt-Sieg drei Bonussekunden. Tao Geoghegan Hart ging aufgrund einer Erkrankung nicht an den Start der 2. Etappe.
Die 3. Etappe endete mit der ersten Bergankunft der 104. Austragung in La Molina (1690 m). Der anspruchsvolle Abschnitt sorgte jedoch für keine große Selektion zwischen den Gesamtklassement-Fahrern, wobei 31 Fahrer das Ziel innerhalb von 20 Sekunden erreichten. Den Etappensieg sicherte sich der Spanier Juan Ayuso, der sich im Zielsprint gemeinsam mit Primož Roglič von den restlichen Fahrern absetzte und zugleich die Gesamtführung übernahm. Mit einem Rückstand von zwei Sekunden wurde Mikel Landa (Soudal Quick-Step) Dritter, ehe Lenny Martinez (Groupama-FDJ) eine größere Gruppe mit einem Rückstand von vier Sekunden über den Zielstrich führte. In der Gesamtwertung lag Juan Ayuso nun sechs Sekunden vor Primož Roglič und elf Sekunden vor Mikel Landa.
Auch die 4. Etappe ging mit einer Bergankunft zu Ende, wobei sich diesmal beim Kloster Montserrat Primož Roglič vor Juan Ayuso durchsetzte. Die beiden überquerten den Zielstrich erneut zeitgleich, ehe ihnen Enric Mas mit einem Rückstand von drei Sekunden folgte. Denselben Rückstand wiesen auch Lenny Martinez, Mikel Landa und Lennert Van Eetvelt (Lotto) auf, ehe Matthew Riccitello (Israel-Premier Tech) als Achter einen Rückstand von sechs Sekunden aufwies. Alle weiteren Fahrer verloren bereits mehr als 20 Sekunden, wobei Simon Yates und Egan Bernal (Ineos Grenadiers) 34 Sekunden verloren. Noch mehr Zeit büßten Ben O’Connor, Sepp Kuss (Visma-Lease a Bike) und Richard Carapaz (EF Education-EasyPost) mit Rückständen von rund einer Minute. Primož Roglič übernahm die Gesamtführung lag jedoch zeitgleich mit Juan Ayuso. Dahinter folgte Enric Mas mit einem Rückstand von 20 Sekunden. Die ersten elf Fahrer wiesen zu diesem Zeitpunkt einen Rückstand von weniger als eine Minute auf.
Die 5. Etappe endete in einem Massensprint den Matthew Brennan vor Tibor Del Grosso und Pavel Bittner (Picnic PostNL) gewann. Aufgrund des Windes zerfiel das Hauptfeld in mehrere Gruppen, wobei mit  Lennert Van Eetvelt, Matthew Riccitello, Junior Lecerf (Soudal Quick-Step) und Harold Martín López (XDS Astana) vier Fahrer der Top 10 im Gesamtklassement 42 Sekunden einbüßten. Beim zweiten Zwischensprint sicherte sich Juan Ayuso eine Bonifikationssekunde und übernahm somit erneut die Gesamtführung von Primož Roglič.
Die 6. Etappe musste aufgrund des starken Windes deutlich verkürzt werden und führte schlussendlich nur über 72 Kilometer, von denen nur die letzten 25 freigegeben wurden. Der Coll de la Batallola (1180 m), Coll de Pradell (1715 m) und Collada de Sant Isidre (1115 m) wurden aus dem Programm genommen und es wurden keine Punkte für die Sonderwertungen, sowie Zeitbonifikationen vergeben. Die Bergankunft beim Santuari de Queralt (1150 m) wurde ebenfalls gestrichen und das Ziel wurde an den Fuß des Anstiegs nach Berga verlegt. Die Zeiten für das Gesamtklassement wurden jedoch bereits fünf Kilometer vor dem Ziel genommen. Im Kampf um den Etappensieg setzte sich der US-Amerikaner Quinn Simmons (Lidl-Trek) nach einer späten Attacke durch. Dahinter folgten Pavel Bittner (Picnic PostNL) und Anders Foldager (Jayco AlUla).
Auf dem abschließenden Abschnitt am Montjuic griff Primož Roglič bereits 3 Runden vor Schluss (rund 20 Kilometer vor dem Ziel) an und gewann die Etappe mit einem Vorsprung von 14 Sekunden. Der Slowene übernahm somit am letzten Tag die Gesamtführung und setzte sich zudem auch in der Punkte- und Bergwertung durch. Juan Ayuso hatte dem Angriff seines größten Konkurrenten in der vierten Auffahrt der Alt del Castell de Montjuïc (105 m) nicht folgen können und erreichte das Ziel schlussendlich in der ersten größeren Gruppe mit einem Rückstand von 19 Sekunden. Die Plätze zwei und drei gingen zeitgleich an Laurens De Plus (Ineos Grenadiers) und Lennert van Eetvelt.  Primož Roglič setzte sich in der Gesamtwertung schlussendlich mit einem Vorsprung von 28 Sekunden vor Juan Ayuso durch, während Enric Mas mit einem Rückstand von 53 Sekunden Gesamtdritter wurde.

### Etappe 1: Sant Feliu de Guíxols – Sant Feliu de Guíxols (178,3 km)
Die erste Etappe wurde auf mehreren hügligen Schleifen um Sant Feliu de Guíxols ausgetragen. Die ersten Kilometer führten entlang der Küste in Richtung Norden, ehe der erste Zwischensprint nach 18,5 Kilometern in Palafrugell ausgefahren wurde. Hier setzten sich die vier Ausreißer durch, wobei Jan Castellon (Caja Rural-Seguros RGA) vor José Luis Faura (Burgos-Burpellet-BH) und Danny van der Tuuk (Euskaltel-Euskadi) die meisten Punkte holte. Nicolás Alustiza (Burgos-Burpellet-BH) ging hingegen leer aus. Im Anschluss ging es auf den Coll de Begur (225 m), wo nach 30,9 Kilometern ein Bergwertung der 3. Kategorie abgenommen wurde. Danny van der Tuuk sicherte sich dabei vor Jan Castellon und Nicolás Alustiza die meisten Punkte. Nun drehte die Fahrtrichtung gen Westen und im Landesinneren erfolgte in La Bisbal d’Empordà bei Kilometer 47,8 der zweite Zwischensprint, wobei die Fahrer dieselben Positionen wie beim ersten Wertungssprint belegten. Auf dem Weg nach Cassà de la Selva wurde die Alt de Santa Pellaia (350 m) überquert, die nach 64,9 Kilometern als Bergwertung der 3. Kategorie klassifiziert wurde. Diesmal setzte sich Nicolás Alustiza vor Danny van der Tuuk und Jan Castellon durch. Nun ging es flach nach Llagostera, ehe es über einen nicht-kategorisierten Anstieg auf der GI-681 zurück an die Küste ging. Dieser folgten die Fahrer im Anschluss nach Sant Feliu de Guíxols, wo die erste Zieldurchfahrt bei Kilometer 116,9 erfolgte. Nun führte eine zweite kürzere Schleife über die GIV-6613 und GIV-6612 nach Llagostera, wo der letzte Zwischensprint 41,8 Kilometer vor dem Ziel erfolgte. Nachdem die Ausreißer eingeholt worden waren sicherte sich Enric Mas (Movistar) die meisten Bonussekunden vor Domen Novak (UAE Team Emirates-XRG) und Primož Roglič (Red Bull-Bora-hansgrohe). Die letzten Kilometer führten erneut über die GI-681 an die Küste und leicht profiliert nach Sant Feliu de Guíxols. Das Ziel befand sich auf der leicht ansteigenden Ctra. de Girona, wobei die Entscheidung im Sprint aus einer kleinen Gruppe fiel.
| Platz | Fahrer              | Nation | Team                            | Zeit                   |
| ----- | ------------------- | ------ | ------------------------------- | ---------------------- |
| 01.   | Matthew Brennan     | GBR    | Team Visma-Lease a Bike         | 4:25:17 h (40,39 km/h) |
| 02.   | Kaden Groves        | AUS    | Alpecin-Deceuninck              | "                      |
| 03.   | Tibor Del Grosso    | NED    | Alpecin-Deceuninck              | "                      |
| 04.   | Dorian Godon        | FRA    | Decathlon AG2R La Mondiale Team | "                      |
| 05.   | Andrea Vendrame     | ITA    | Decathlon AG2R La Mondiale Team | "                      |
| 06.   | Corbin Strong       | NZL    | Israel-Premier Tech             | "                      |
| 07.   | Edward Planckaert   | BEL    | Alpecin-Deceuninck              | "                      |
| 08.   | Mikel Landa         | ESP    | Soudal Quick-Step               | "                      |
| 09.   | Lennert Van Eetvelt | BEL    | Lotto                           | "                      |
| 10.   | Laurens De Plus     | BEL    | Ineos Grenadiers                | "                      |

| Platz | Fahrer            | Nation | Team                            | Zeit       |
| ----- | ----------------- | ------ | ------------------------------- | ---------- |
| 01.   | Matthew Brennan   | GBR    | Team Visma-Lease a Bike         | 4:25:07 h  |
| 02.   | Kaden Groves      | AUS    | Alpecin-Deceuninck              | + 0:04 min |
| 03.   | Tibor Del Grosso  | NED    | Alpecin-Deceuninck              | + 0:06 min |
| 04.   | Enric Mas         | ESP    | Movistar Team                   | + 0:07 min |
| 05.   | Primož Roglič     | SLO    | Red Bull-Bora-hansgrohe         | + 0:09 min |
| 06.   | Dorian Godon      | FRA    | Decathlon AG2R La Mondiale Team | + 0:10 min |
| 07.   | Andrea Vendrame   | ITA    | Decathlon AG2R La Mondiale Team | "          |
| 08.   | Corbin Strong     | NZL    | Israel-Premier Tech             | "          |
| 09.   | Edward Planckaert | BEL    | Alpecin-Deceuninck              | "          |
| 10.   | Mikel Landa       | ESP    | Soudal Quick-Step               | "          |

### Etappe 2: Banyoles – Figueres (177,3 km)
Die zweite Etappe startete in Banyoles und führte über 177,3 großteils flache Kilometer nach Figueres. Die ersten Kilometer führten flach in Richtung Osten. Dabei wurde in Medinyà und L’Escala jeweils ein Zwischensprint bei den Kilometermarken 10,1 und 39,5 ausgefahren. Die Punkte und Zeitbonifikationen gingen beide Male an die drei Ausreißer Danny van der Tuuk (Euskaltel-Euskadi), Calum Johnston (Caja Rural-Seguros RGA) und Diego Uriarte (Kern Pharma), wobei sich letzterer mit fünf Punkten und Bonussekunden den Großteil in der frühen Rennphase sicherte. Calum Johnston holte vier Punkte und Sekunden, während sich Danny van der Tuuk drei Punkte und Sekunden sicherte. Nachdem die Küste des Golf de Roses erreicht worden war, führte die Strecke vorbei am Aiguamolls de l’Empordà bis kurz vor Roses, wo die GI-614 zu steigen begann und auf den Coll Puig del Pení (280 m) führte. Hier wurde bei Kilometer 78 eine Bergwertung der 3. Kategorie abgenommen, bei der sich Danny van der Tuuk vor Diego Uriarte und Calum Johnston durchsetzte. Die anschließende Abfahrt führte nach El Port de la Selva, bevor es auf den höheren Coll de Sant Pere de Rodes (500 m) ging. Dieser galt als Anstieg der 1. Kategorie und wurde nach 97,6 Kilometern überquert. Unterdessen hatte das Hauptfeld die Lücke zu den Ausreißern geschlossen und Mario Aparicio (Burgos-Burpellet-BH) sicherte sich die meisten Punkte vor Danny van der Tuuk, Diego Uriarte, Marc Soler (UAE Team Emirates-XRG), Frederik Wandahl (Red Bull-Bora-hansgrohe) und Laurens De Plus (Ineos Grenadiers). Nach einer längeren Abfahrt wurde in Garriguella bei Kilometer 109,6 der dritte Zwischensprint ausgefahren, wo sich Juan Ayuso (UAE Team Emirates-XRG) drei Bonussekunden vor Axel Laurance (Ineos Grenadiers) und Jan Tratnik (Red Bull-Bora-hansgrohe) sicherte. Nun ging es auf flachen Straßen zum Zielort Figueres. Im Finale musste jedoch eine zusätzliche Schleife absolviert werden, die über Terrades führte. Die Entscheidung fiel in einem Massensprint.
| Platz | Fahrer                | Nation | Team                            | Zeit                   |
| ----- | --------------------- | ------ | ------------------------------- | ---------------------- |
| 01.   | Ethan Vernon          | GBR    | Israel-Premier Tech             | 4:16:16 h (42,26 km/h) |
| 02.   | Matthew Brennan       | GBR    | Team Visma-Lease a Bike         | "                      |
| 03.   | Kaden Groves          | AUS    | Alpecin-Deceuninck              | "                      |
| 04.   | Axel Laurance         | FRA    | Ineos Grenadiers                | "                      |
| 05.   | Pavel Bittner         | CZE    | Team Picnic PostNL              | "                      |
| 06.   | Dorian Godon          | FRA    | Decathlon AG2R La Mondiale Team | "                      |
| 07.   | Marijn van den Berg   | NED    | EF Education-EasyPost           | "                      |
| 08.   | Stanisław Aniołkowski | POL    | Cofidis                         | "                      |
| 09.   | Dion Smith            | NZL    | Intermarché-Wanty               | "                      |
| 10.   | Anders Foldager       | DEN    | Team Jayco AlUla                | "                      |

| Platz | Fahrer           | Nation | Team                            | Zeit       |
| ----- | ---------------- | ------ | ------------------------------- | ---------- |
| 01.   | Matthew Brennan  | GBR    | Team Visma-Lease a Bike         | 8:41:17 h  |
| 02.   | Kaden Groves     | AUS    | Alpecin-Deceuninck              | + 0:06 min |
| 03.   | Tibor Del Grosso | NED    | Alpecin-Deceuninck              | + 0:12 min |
| 04.   | Enric Mas        | ESP    | Movistar Team                   | + 0:13 min |
| 05.   | Juan Ayuso       | ESP    | UAE Team Emirates-XRG           | "          |
| 06.   | Primož Roglič    | SLO    | Red Bull-Bora-hansgrohe         | + 0:15 min |
| 07.   | Dorian Godon     | FRA    | Decathlon AG2R La Mondiale Team | + 0:16 min |
| 08.   | Andrea Vendrame  | ITA    | Decathlon AG2R La Mondiale Team | "          |
| 09.   | Junior Lecerf    | BEL    | Soudal Quick-Step               | "          |
| 10.   | Pavel Bittner    | CZE    | Team Picnic PostNL              | "          |

### Etappe 3: Viladecans – La Molina (218,6 km)
Die dritte und längste Etappe startete in Viladecans und endete mit einer Bergankunft in La Molina auf einer Höhe von 1690 Metern. Die ersten Kilometer führten flach entlang des Llobregat nach Molins de Rei, wo bei Kilometer 13,5 der erste Zwischensprint erfolgte. Hier sicherten sich Mats Wenzel (Kern Pharma), Geoffrey Bouchard (Decathlon AG2R La Mondiale) und José Manuel Díaz (Burgos-Burpellet-BH) die Punkte und Zeitbonifikationen. Über die C-243c ging es bergauf nach Terrassa, ehe der Coll d’Estenalles (870 m) in Angriff genommen wurde. Hier wurde bei Kilometer 57,7 eine Bergwertung der 2. Kategorie abgenommen. Im Anstieg etablierte sich mit Mats Wenzel, Bruno Armirail (Decathlon AG2R La Mondiale), Lorenzo Germani (Groupama-FDJ) und Alex Molenaar (Caja Rural-Seguros RGA) die Fluchtgruppe des Tages, wobei die Fahrer in der angegebenen Reihung über die Kuppe fuhren. Nach der anschließenden Abfahrt ging es von Navarcles nach Horta d’Avinyó, wo bei Kilometer 89,3 der zweite Zwischensprint erfolgte. Hier setzte sich Mats Wenzel vor Lorenzo Germani und Alex Molenaar durch. Bei leichten Steigungsprozenten ging es weiter nach Sant Feliu Sasserra und Prats de Lluçanès, ehe bei Borredà die Auffahrt auf den Coll de la Batallola (1180 m) erfolgte. Hier wurde nach 154,7 Kilometern eine Bergwertung der 3. Kategorie abgenommen. Mats Wenzel sicherte sich dabei vor Bruno Armirail und Alex Molenaar die meisten Punkte. Die Fahrer befanden sich nun in den Pyrenäen und nahmen nach einer kurzen Abfahrt den 1920 Meter hohen Coll de la Creueta in Angriff, der als Bergwertung der 'Especial' Kategorie klassifiziert worden war und das „Dach der Rundfahrt“ darstellte. Die Passhöhe wurde 33,6 Kilometer vor dem Ziel passiert, ehe es auf der GIV-4082 bergab nach Alp ging. Die meisten Bergpunkte holte Bruno Armirail vor Mats Wenzel, Alex Molenaar und Lorenzo Germani, ehe sich Pablo Torres und Pavel Sivakov (UAE Team Emirates-XRG) die verbliebenen Punkte aus dem Hauptfeld sicherten. Von Alp aus erfolgte der Schlussanstieg nach La Molina, der auf einer Länge von zwölf Kilometern eine durchschnittliche Steigung von rund 4 % aufwies. Die höchsten Steigungsprozente wurden im unteren Teil erreicht, bevor im oberen Teil eine kurze Zwischenabfahrt erfolgte. Der Schlussanstieg nach La Molina galt als Bergwertung der 1. Kategorie.
| Platz | Fahrer              | Nation | Team                    | Zeit                   |
| ----- | ------------------- | ------ | ----------------------- | ---------------------- |
| 01.   | Juan Ayuso          | ESP    | UAE Team Emirates-XRG   | 5:49:29 h (37,53 km/h) |
| 02.   | Primož Roglič       | SLO    | Red Bull-Bora-hansgrohe | "                      |
| 03.   | Mikel Landa         | ESP    | Soudal Quick-Step       | + 0:02 min             |
| 04.   | Lenny Martinez      | FRA    | Groupama-FDJ            | + 0:04 min             |
| 05.   | Lennert Van Eetvelt | BEL    | Lotto                   | "                      |
| 06.   | Enric Mas           | ESP    | Movistar Team           | "                      |
| 07.   | Egan Bernal         | COL    | Ineos Grenadiers        | "                      |
| 08.   | Harold Martín López | ECU    | XDS Astana Team         | "                      |
| 09.   | Richard Carapaz     | ECU    | EF Education-EasyPost   | "                      |
| 10.   | Adam Yates          | GBR    | UAE Team Emirates-XRG   | "                      |

| Platz | Fahrer              | Nation | Team                    | Zeit       |
| ----- | ------------------- | ------ | ----------------------- | ---------- |
| 01.   | Juan Ayuso          | ESP    | UAE Team Emirates-XRG   | 14:30:49 h |
| 02.   | Primož Roglič       | SLO    | Red Bull-Bora-hansgrohe | + 0:06 min |
| 03.   | Mikel Landa         | ESP    | Soudal Quick-Step       | + 0:11 min |
| 04.   | Enric Mas           | ESP    | Movistar Team           | + 0:14 min |
| 05.   | Junior Lecerf       | BEL    | Soudal Quick-Step       | + 0:17 min |
| 06.   | Lenny Martinez      | FRA    | Groupama-FDJ            | "          |
| 07.   | Richard Carapaz     | ECU    | EF Education-EasyPost   | "          |
| 08.   | Laurens De Plus     | BEL    | Ineos Grenadiers        | "          |
| 09.   | Lennert Van Eetvelt | BEL    | Lotto                   | "          |
| 10.   | Egan Bernal         | COL    | Ineos Grenadiers        | "          |

### Etappe 4: Sant Vicenç de Castellet – Montserrat (188,7 km)
Die vierte Etappe führte von Sant Vicenç de Castellet über 188,7 hüglige Kilometer zum Kloster Montserrat, das sich auf einer Höhe von rund 700 Metern befindet. Nach dem Start wurde eine erste kleine Kuppe passiert, ehe in Manresa bei Kilometer 11,3 der erste Zwischensprint erfolgte. Da sich zu diesem Zeitpunkt noch keine Ausreißergruppe gebildet hatte, holte Primož Roglič (Red Bull-Bora-hansgrohe) vor Axel Laurance (Ineos Grenadiers) und Juan Ayuso (UAE Team Emirates-XRG) die meisten Zeitbonifikationen. Im Anschluss stieg die BV-3008 stetig an und führte über Fonollosa in Richtung Westen. Die Fahrer erreichten nun ein hügliges Plateau, auf dem Calaf durchfahren wurde. Nach einer längeren flachen Abfahrt erfolgte in Torà bei Kilometer 60,8 der zweite Zwischensprint. Hier sicherten sich Diego Uriarte (Kern Pharma), Frank van den Broek (Picnic PostNL) und Johannes Staune-Mittet (Decathlon AG2R La Mondiale) die Punkte aus einer zwölf Fahrer umfassenden Ausreißergruppe. Im Anschluss führte die Streckenführung wieder leicht bergauf, wobei Guissona und La Panadella durchfahren wurden. Nachdem die Fahrtrichtung erneut gen Osten gedreht hatte, ging es auf der N-2 bergab in Richtung Igualada, wobei die Fahrer bereits vor der Kleinstadt links auf die BV-1037 abbogen, die über Rubió auf den Turó del Puig (735 m) führte. Dieser wurde nach 125,8 Kilometern überquert und galt als Bergwertung der 2. Kategorie. Im Anstieg setzten sich Georg Steinhauser (EF Education-EasyPost) und Johannes Staune-Mittet von ihren Fluchtgefährten ab, wobei ersterer über die Kuppe des Passes führte. Dahinter sicherten sich José Félix Parra (Kern Pharma) und Jesús Herrada (Cofidis) die verbliebenen Punkte. Nun ging es bergab nach Òdena und über einen nicht-kategorisierten Anstieg auf der C-37 weiter nach Sant Salvador de Guardiola. Eine weitere nicht-kategorisierte Steigung führte die Fahrer über Marganell. Der Schlussanstieg zum Kloster Montserrat erfolgte über die BP-1121, die ihren Ausgangspunkt in Monistrol de Montserrat hat. Sie wies dabei auf einer Länge von 8,5 Kilometern eine durchschnittliche Steigung von 6,7 % auf, wobei die Kilometerschnitte gleichmäßig verliefen. Der Anstieg galt als Bergwertung der 1. Kategorie.
| Platz | Fahrer              | Nation | Team                            | Zeit                   |
| ----- | ------------------- | ------ | ------------------------------- | ---------------------- |
| 01.   | Primož Roglič       | SLO    | Red Bull-Bora-hansgrohe         | 4:24:08 h (42,86 km/h) |
| 02.   | Juan Ayuso          | ESP    | UAE Team Emirates-XRG           | "                      |
| 03.   | Enric Mas           | ESP    | Movistar Team                   | + 0:03 min             |
| 04.   | Lenny Martinez      | FRA    | Groupama-FDJ                    | "                      |
| 05.   | Mikel Landa         | ESP    | Soudal Quick-Step               | "                      |
| 06.   | Felix Gall          | AUT    | Decathlon AG2R La Mondiale Team | "                      |
| 07.   | Lennert Van Eetvelt | BEL    | Lotto                           | "                      |
| 08.   | Matthew Riccitello  | USA    | Israel-Premier Tech             | + 0:06 min             |
| 09.   | Juan Pedro López    | ESP    | Lidl-Trek                       | + 0:21 min             |
| 10.   | Giulio Pellizzari   | ITA    | Red Bull-Bora-hansgrohe         | + 0:26 min             |

| Platz | Fahrer              | Nation | Team                    | Zeit       |
| ----- | ------------------- | ------ | ----------------------- | ---------- |
| 01.   | Primož Roglič       | SLO    | Red Bull-Bora-hansgrohe | 18:54:50 h |
| 02.   | Juan Ayuso          | ESP    | UAE Team Emirates-XRG   | "          |
| 03.   | Enric Mas           | ESP    | Movistar Team           | + 0:20 min |
| 04.   | Mikel Landa         | ESP    | Soudal Quick-Step       | + 0:21 min |
| 05.   | Lenny Martinez      | FRA    | Groupama-FDJ            | + 0:27 min |
| 06.   | Lennert Van Eetvelt | BEL    | Lotto                   | "          |
| 07.   | Matthew Riccitello  | USA    | Israel-Premier Tech     | + 0:45 min |
| 08.   | Harold Martín López | ECU    | XDS Astana Team         | + 0:55 min |
| 09.   | Junior Lecerf       | BEL    | Soudal Quick-Step       | + 0:58 min |
| 10.   | Laurens De Plus     | BEL    | Ineos Grenadiers        | "          |

### Etappe 5: Paüls – Amposta (172 km)
Die fünfte Etappe führte Paüls über 172 großteils flache Kilometer nach Amposta. Nach einer anfänglichen Abfahrt führte die Strecke vom Ufer des Ebro auf der C-43 auf den Coll de la Font (425 m), wo nach 29 Kilometern eine Bergwertung der 3. Kategorie abgenommen wurde. Hier sicherten sich Mats Wenzel (Kern Pharma), Bruno Armirail (Decathlon AG2R La Mondiale) und Michael Leonard (Ineos Grenadiers) vor ihren Fluchtgefährten Enzo Paleni (Groupama-FDJ), Jan Castellon (Caja Rural-Seguros RGA), Mikel Bizkarra und Jokin Murguialday (beide Euskaltel-Euskadi) die Punkte. Von Gandesa aus ging es im Anschluss vorbei am Circuit Móra d'Ebre bergab nach Móra la Nova. Hier erfolgte nach 56,5 Kilometern der erste Zwischensprint, wobei sich  Mikel Bizkarra vor Bruno Armirail und Michael Leonard durchsetzte. Nun führte die Strecke über Ginestar nach El Perelló, ehe es entlang der Küste nach Amposta ging. Die letzten 55 Kilometer wurden auf zwei kleinen Schleifen absolviert die vom Zielort aus zunächst nach Tortosa und dann ins Ebrodelta nach Deltebre führten. Der zweite Zwischensprint erfolgte dabei 25,5 Kilometer vor dem Ziel in L’Aldea. Hier sicherte sich Juan Ayuso (UAE Team Emirates-XRG) hinter Enzo Paleni und Nico Denz (Red Bull-Bora-hansgrohe) eine Bonussekunde. Die Etappe endete im Sprint eines durch den Wind reduzierten Hauptfelds.
| Platz | Fahrer              | Nation | Team                            | Zeit                  |
| ----- | ------------------- | ------ | ------------------------------- | --------------------- |
| 01.   | Matthew Brennan     | GBR    | Team Visma-Lease a Bike         | 3:28:14 h (47,8 km/h) |
| 02.   | Tibor Del Grosso    | NED    | Alpecin-Deceuninck              | "                     |
| 03.   | Pavel Bittner       | CZE    | Team Picnic PostNL              | "                     |
| 04.   | Marijn van den Berg | NED    | EF Education-EasyPost           | "                     |
| 05.   | Corbin Strong       | NZL    | Israel-Premier Tech             | "                     |
| 06.   | Axel Laurance       | FRA    | Ineos Grenadiers                | "                     |
| 07.   | Dorian Godon        | FRA    | Decathlon AG2R La Mondiale Team | "                     |
| 08.   | Nico Denz           | GER    | Red Bull-Bora-hansgrohe         | "                     |
| 09.   | Eric Fagúndez       | URY    | Burgos-Burpellet-BH             | "                     |
| 10.   | Juan Ayuso          | ESP    | UAE Team Emirates-XRG           | "                     |

| Platz | Fahrer              | Nation | Team                    | Zeit       |
| ----- | ------------------- | ------ | ----------------------- | ---------- |
| 01.   | Juan Ayuso          | ESP    | UAE Team Emirates-XRG   | 22:23:03 h |
| 02.   | Primož Roglič       | SLO    | Red Bull-Bora-hansgrohe | + 0:01 min |
| 03.   | Enric Mas           | ESP    | Movistar Team           | + 0:21 min |
| 04.   | Mikel Landa         | ESP    | Soudal Quick-Step       | + 0:22 min |
| 05.   | Lenny Martinez      | FRA    | Groupama-FDJ            | + 0:28 min |
| 06.   | Laurens De Plus     | BEL    | Ineos Grenadiers        | + 0:59 min |
| 07.   | Egan Bernal         | COL    | Ineos Grenadiers        | "          |
| 08.   | Lennert Van Eetvelt | BEL    | Lotto                   | + 1:10 min |
| 09.   | Simon Yates         | GBR    | Team Visma-Lease a Bike | + 1:14 min |
| 10.   | Richard Carapaz     | ECU    | EF Education-EasyPost   | + 1:27 min |

### Etappe 6: Berga – Berga (72 km)
Die sechste Etappe startete in Berga und hätte mit einer Bergankunft in der Serra de Queralt auf einer Höhe von 1150 Metern zu Ende gehen sollen. Aufgrund des starken Windes wurde die Etappe jedoch auf 72 Kilometer verkürzt. Das Ziel wurde nach Berga verlegt und es wurden keine Sonderwertungen und Zeitbonifikationen vergeben. Die Zeitnahme für das Gesamtklassement erfolgte fünf Kilometer vor dem Ziel. Der Coll de la Batallola (1180 m), Coll de Pradell (1715 m) und Collada de Sant Isidre (1115 m) wurden aus dem Programm genommen und die Strecke führte stattdessen über Puig-reig, Santa Maria de Merlès und Borredà zurück nach Berga, wobei nur die letzten 25 Kilometer freigegeben wurden.
| Platz | Fahrer              | Nation | Team                            | Zeit                   |
| ----- | ------------------- | ------ | ------------------------------- | ---------------------- |
| 01.   | Quinn Simmons       | USA    | Lidl-Trek                       | 0:25:04 h (47,87 km/h) |
| 02.   | Pavel Bittner       | CZE    | Team Picnic PostNL              | "                      |
| 03.   | Anders Foldager     | DEN    | Team Jayco AlUla                | "                      |
| 04.   | Lennert Van Eetvelt | BEL    | Lotto                           | "                      |
| 05.   | Ethan Vernon        | GBR    | Israel-Premier Tech             | "                      |
| 06.   | Andrea Vendrame     | ITA    | Decathlon AG2R La Mondiale Team | "                      |
| 07.   | Dorian Godon        | FRA    | Decathlon AG2R La Mondiale Team | "                      |
| 08.   | Axel Laurance       | FRA    | Ineos Grenadiers                | "                      |
| 09.   | Pau Miquel          | ESP    | Equipo Kern Pharma              | "                      |
| 10.   | Harold Martín López | ECU    | XDS Astana Team                 | "                      |

| Platz | Fahrer              | Nation | Team                    | Zeit       |
| ----- | ------------------- | ------ | ----------------------- | ---------- |
| 01.   | Juan Ayuso          | ESP    | UAE Team Emirates-XRG   | 22:48:07 h |
| 02.   | Primož Roglič       | SLO    | Red Bull-Bora-hansgrohe | + 0:01 min |
| 03.   | Enric Mas           | ESP    | Movistar Team           | + 0:21 min |
| 04.   | Mikel Landa         | ESP    | Soudal Quick-Step       | + 0:22 min |
| 05.   | Lenny Martinez      | FRA    | Groupama-FDJ            | + 0:28 min |
| 06.   | Laurens De Plus     | BEL    | Ineos Grenadiers        | + 0:59 min |
| 07.   | Egan Bernal         | COL    | Ineos Grenadiers        | "          |
| 08.   | Lennert Van Eetvelt | BEL    | Lotto                   | + 1:10 min |
| 09.   | Simon Yates         | GBR    | Team Visma-Lease a Bike | + 1:14 min |
| 10.   | Richard Carapaz     | ECU    | EF Education-EasyPost   | + 1:27 min |

### Etappe 7: Barcelona – Barcelona (88,2 km)
Die siebte und letzte Etappe startete und endete in Barcelona, wo der Montjuïc als finaler Rundkurs diente. Nach dem Start führten die ersten Kilometer flach nach Viladecans, wo nach 12,6 Kilometern der erste Zwischensprint ausgefahren wurde. Hier sicherte sich Primož Roglič (Red Bull-Bora-hansgrohe) vor seinem Teamkollegen Nico Denz und dem gesamtführenden Juan Ayuso (UAE Team Emirates-XRG) die meisten Zeitbonifikationen. Danach ging es auf direktem Weg zurück nach Barcelona. Beim zweiten Zwischensprint, der bei der ersten Zieldurchfahrt nach 41,5 Kilometern erfolgte, setzte sich hingegen Juan Ayuso vor Nico Denz und Primož Roglič durch. Der abschließende Rundkurs am Montjuïc musste sechsmal absolviert werden und wies eine Länge von 7,8 Kilometer auf. Auf jeder Runde musste mit der Alt del Castell de Montjuïc (105 m) eine Bergwertung der 2. Kategorie passiert werden, die im oberen Teil Steigungsprozente von über 10 % aufwies. Primož Roglič sammelte insgesamt 18 Punkte und setzte sich somit in der Bergwertung vor dem Luxemburger Mats Wenzel (Kern Pharma) durch, der nur bei der ersten Bergwertung fünf Punkte holte. Die letzte Überquerung erfolgte 5,4 Kilometer vor dem Ziel, das sich auf der Font Màgica de Montjuïc befand.
| Platz | Fahrer              | Nation | Team                            | Zeit                   |
| ----- | ------------------- | ------ | ------------------------------- | ---------------------- |
| 01.   | Primož Roglič       | SLO    | Red Bull-Bora-hansgrohe         | 1:58:27 h (44,67 km/h) |
| 02.   | Laurens De Plus     | BEL    | Ineos Grenadiers                | + 0:14 min             |
| 03.   | Lennert Van Eetvelt | BEL    | Lotto                           | "                      |
| 04.   | Dorian Godon        | FRA    | Decathlon AG2R La Mondiale Team | + 0:19 min             |
| 05.   | Sylvain Moniquet    | BEL    | Cofidis                         | "                      |
| 06.   | Lorenzo Fortunato   | ITA    | XDS Astana Team                 | "                      |
| 07.   | Corbin Strong       | NZL    | Israel-Premier Tech             | "                      |
| 08.   | Simon Yates         | GBR    | Team Visma-Lease a Bike         | "                      |
| 09.   | Axel Laurance       | FRA    | Ineos Grenadiers                | "                      |
| 10.   | Rudy Molard         | FRA    | Groupama-FDJ                    | "                      |

| Platz | Fahrer              | Nation | Team                    | Zeit       |
| ----- | ------------------- | ------ | ----------------------- | ---------- |
| 01.   | Primož Roglič       | SLO    | Red Bull-Bora-hansgrohe | 24:46:21 h |
| 02.   | Juan Ayuso          | ESP    | UAE Team Emirates-XRG   | + 0:28 min |
| 03.   | Enric Mas           | ESP    | Movistar Team           | + 0:53 min |
| 04.   | Mikel Landa         | ESP    | Soudal Quick-Step       | + 0:54 min |
| 05.   | Lenny Martinez      | FRA    | Groupama-FDJ            | + 1:00 min |
| 06.   | Laurens De Plus     | BEL    | Ineos Grenadiers        | + 1:20 min |
| 07.   | Egan Bernal         | COL    | Ineos Grenadiers        | + 1:31 min |
| 08.   | Lennert Van Eetvelt | BEL    | Lotto                   | + 1:33 min |
| 09.   | Simon Yates         | GBR    | Team Visma-Lease a Bike | + 1:46 min |
| 10.   | Richard Carapaz     | ECU    | EF Education-EasyPost   | + 1:59 min |

## Vergabe der UCI-Punkte
Die Katalonien-Rundfahrt ist Teil der UCI WorldTour 2025. Während des Rennens werden UCI-Punkte vergeben, die sich auf die Platzierung der Fahrer und Mannschaften im UCI Ranking auswirken. Die Punktevergabe erfolgt nach folgendem Schlüssel:
| Platzierung    | 1.  | 2.  | 3.  | 4.  | 5.  | 6.  | 7.  | 8.  | 9. | 10. | Anmerkung                               |
| -------------- | --- | --- | --- | --- | --- | --- | --- | --- | -- | --- | --------------------------------------- |
| Gesamtwertung  | 400 | 320 | 260 | 220 | 180 | 140 | 120 | 100 | 80 | 68  | gestaffelt bis zum 60. Platz (2 Punkte) |
| Punktewertung  | 8   | —   | —   | —   | —   | —   | —   | —   | —  | —   |                                         |
| Bergwertung    | 8   | —   | —   | —   | —   | —   | —   | —   | —  | —   |                                         |
| Etappenwertung | 50  | 30  | 25  | 20  | 15  | 10  | 8   | 6   | 3  | 1   |                                         |
| Gesamtwertung  | 8   | —   | —   | —   | —   | —   | —   | —   | —  | —   | Gesamtführender nach jeder Etappe       |

## Wertungen im Verlauf
| Etappe         | Etappensieger   | Gesamtwertung   | Sprintwertung   | Bergwertung        | Nachwuchswertung | Teamwertung             | aktivster Fahrer  |
| -------------- | --------------- | --------------- | --------------- | ------------------ | ---------------- | ----------------------- | ----------------- |
| 1              | Matthew Brennan | Matthew Brennan | Matthew Brennan | Danny van der Tuuk | Matthew Brennan  | Alpecin-Deceuninck      | Jan Castellon     |
| 2              | Ethan Vernon    | Matthew Brennan | Matthew Brennan | Danny van der Tuuk | Matthew Brennan  | Alpecin-Deceuninck      | Diego Uriarte     |
| 3              | Juan Ayuso      | Juan Ayuso      | Matthew Brennan | Bruno Armirail     | Juan Ayuso       | Team Visma-Lease a Bike | Alex Molenaar     |
| 4              | Primož Roglič   | Primož Roglič   | Primož Roglič   | Bruno Armirail     | Juan Ayuso       | XDS Astana Team         | Eric Fagúndez     |
| 5              | Matthew Brennan | Juan Ayuso      | Matthew Brennan | Bruno Armirail     | Juan Ayuso       | Team Visma-Lease a Bike | Jokin Murguialday |
| 6              | Quinn Simmons   | Juan Ayuso      | Juan Ayuso      | Bruno Armirail     | Juan Ayuso       | Team Visma-Lease a Bike | Carlos Verona     |
| 7              | Primož Roglič   | Primož Roglič   | Primož Roglič   | Primož Roglič      | Juan Ayuso       | Team Visma-Lease a Bike | Mats Wenzel       |
| Wertungssieger | Wertungssieger  | Primož Roglič   | Primož Roglič   | Primož Roglič      | Juan Ayuso       | Team Visma-Lease a Bike | nicht vergeben    |